# 尼古拉·馬斯

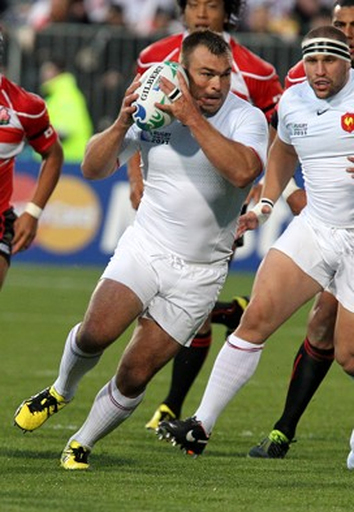
尼古拉·馬斯

尼古拉·馬斯（法語：Nicolas Mas；1980年5月25日—）是一位法國橄欖球運動員。他是法國國家橄欖球隊的一員，代表法國參加了2015年世界盃橄欖球賽。